# Melique-Eganiãs
Melique-Eganiãs (em armênio/arménio:  Մելիք-Եգանյաններ), ou Melique-Avaniãs (em armênio/arménio:  Մելիք - Ավանյաններ), foram um clã feudal armênio no gavar de Dizaque em Artsaque. O fundador foi o melique Egã de Dizaque. Supõe-se que eles descendem da dinastia do iscano de Artsaque do século IX, Issa Abu-Muça. Na primeira metade do século XVIII, o melique Egã de Dizaque desempenhou um papel importante na luta pela libertação dos territórios habitados pelos armênios e pela restauração da autonomia (melicados de Camsa), foi-lhe dado o título de cã por Nader Xá. Seus descendentes, os detentores de Dizaque, foram chamados de Melique-Eganiãs em sua homenagem. A cidade de Tol (Dol) foi a residência dos Melique-Eganiãs. Após a anexação de Artsaque à Rússia (1813), os Melique-Eganiãs foram privados dos seus direitos de melique.